# Джонс, Томас Руперт
Томас Руперт Джонс (англ. Thomas Rupert Jones, 1 октября 1819, Лондон — 13 апреля 1911, Чешам Буа, Бакингемшир) — британский геолог и палеонтолог.
Джонс был сыном торговца шёлком и начал интересоваться окаменелостями из Лиаса в частной школе в Илминстере (Сомерсет). Он начал свою хирургическую подготовку в 1835 году в Тонтоне, а затем в Ньюбери с окончанием в 1842 году. Затем у него была практика в Лондоне. В 1849 году он работал помощником секретаря Геологического общества Лондона, а в 1862 году — профессором геологии Королевского военного колледжа в Сандхерсте.
Он занимался главным образом микропалеонтологией, особенно фораминиферами и ракообразными (низшими ракообразными, Entomostraca). Он впервые описал такие вымершие виды, как Euestheria brodieana (Jones 1862). Он также занимался геологией Южной Африки (главный бассейн Кару). Он дружил с Фридолином фон Зандбергером, который отправлял ему материал для обработки из своей собственной коллекции и из коллекции Эрнста Хассенкампа (окрестности Фульды). В 1864 году стал главным редактором основанного в том же году «Geological Magazine».
В 1890 году он получил медаль Лайеля. В 1872 году он стал членом Королевского общества.